# Illumination Entertainment
Illumination Entertainment je americká produkční společnost vlastněná společeností Universal Pictures.

## Filmografie

### Filmy
| Název                      | Premiéra v USA |
| -------------------------- | -------------- |
| Já, padouch                | 09.07.2010     |
| Hop                        | 01.04.2011     |
| Lorax                      | 02.03.2012     |
| Já, padouch 2              | 03.07.2013     |
| Mimoni                     | 10.07.2015     |
| Tajný život mazlíčků       | 08.07.2016     |
| Zpívej                     | 21.12.2016     |
| Já, padouch 3              | 30.06.2017     |
| Grinch                     | 09.11.2018     |
| Tajný život mazlíčků 2     | 07.06.2019     |
| Zpívej 2                   | 22.12.2021     |
| Mimoni 2: Padouch přichází | 01.07.2022     |
| Super Mario Bros. ve filmu | 05.04.2023     |
| Ptáci stěhováci            | 22.12.2023     |
| Já, padouch 4              | 03.07.2024     |

### Připravované filmy
| Název    | Premiéra v USA |
| -------- | -------------- |
| Mimoni 3 | bude oznámeno  |